# Latijnen

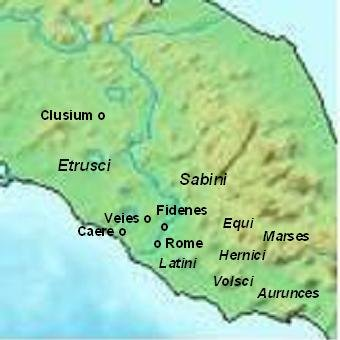
Kaart van de volkeren rond Rome in de 5e eeuw v.Chr.

De Latijnen of Latini waren een Italische stam, nauw verwant aan de Falisken. Ze zijn op een niet precies bekend tijdstip, misschien tussen 1200 en 1000 voor Christus, naar het gebied van het huidige Italië getrokken, waarschijnlijk vanuit Centraal-Europa.
Ze vestigden zich aan de benedenloop van de rivier de Tiber in een deel van het later naar hen genoemde landschap Latium (de plek waar ze zich vestigden is bekend als Latium Vetus, het oude Latium). Een van de Latijnse stammen  noemde zich het volk van de Romeinen en bewoonde het aanvankelijk kleine dorpje Rome aan de Tiber.
Romeinen en Latijnen spraken dezelfde taal, het Latijn. In de 6e eeuw v.Chr. was Rome nog niet veel meer dan een van de 30 Latijnse stadstaatjes. Een tijdlang was het nabijgelegen Alba Longa zelfs nog machtiger dan Rome.
Na 500 v.Chr. begon Rome echter te domineren binnen de Latijnse confederatie.
In de 5e eeuw werden de Latijnen enigszins in het nauw gedreven door de expansie van het  Umbro-Sabellische volk der Volsken, dat het zuidoostelijk deel van Latium bewoonde. Onder Romeinse leiding slaagden de Latijnen erin de Volsken de baas te worden (overwinning van 458 v.Chr. onder leiding van Cincinnatus).
Mogelijk waren de Romeinen minder zuivere Latijnen. De legende van de Sabijnse maagdenroof doet vermoeden dat de bevolking van Rome een belangrijk Sabijns element bevatte. Bovendien waren volgens de overlevering minstens drie van de koningen van Rome van Etruskische afkomst, hetgeen wijst op een sterke culturele invloed van dat volk.
Aanvankelijk was de bond van Rome en de Latijnen een vrij losse confederatie. Het overwicht van Rome werd gedurende enige decennia aan het wankelen gebracht door de nederlaag die Rome in 387 v.Chr. leed tegen de Gallische Boii onder leiding van koning Brennus. Onenigheid over de toewijzing van op de Volsken veroverd land leidde vervolgens tot een opstand van de Latijnen tegen Rome. Door de Romeinse overwinning in de Latijnse Oorlog (340-338 v.Chr.) werd de suprematie van Rome over de Latijnen echter bevestigd. De confederatie werd nu een door Rome met straffe hand geregeerde federatie. Romeinen en Latijnen kwamen overeen dat handel alleen via Rome mocht plaatsvinden.
Dit was een belangrijke stap in de uitbreiding van de Romeinse macht over Midden-Italië. Toen Rome ook zijn gezag hersteld had over de Volsken en Sabijnen en de kleinere volken der Hernici, Aequi en Aurunci had het een stevige machtsbasis gevestigd in een gebied dat min of meer overeenkomt met de huidige Italiaanse regio Latium.